# Владимиров, Владимир Яковлевич
Владимир Яковлевич Владимиров (29 декабря 1905, Санкт-Петербург — 20 июня 1966, Москва) — советский военный деятель, генерал-майор (27 января 1943 года).

## Начальная биография
Владимир Яковлевич Владимиров родился 29 декабря 1905 года в Санкт-Петербурге.

## Военная служба

### Довоенное время
10 октября 1923 года призван в ряды РККА и направлен на учёбу на 2-е Петергофско-Смольнинские командные курсы, после окончания которых в апреле 1924 года направлен старшиной в 76-й стрелковый полк (Сибирский военный округ).
В октябре 1925 года направлен на учёбу во Владивостокскую пехотную школу, после окончания которой в сентябре 1928 года направлен в 35-й стрелковый полк (12-я стрелковая дивизия, Сибирский военный округ), в составе которого служил на должностях командира стрелкового взвода и взвода полковой школы. В декабре 1931 года назначен на должность для поручений при штабе Сибирского военного округа.
В апреле 1933 года направлен в 218-й стрелковый полк (73-я стрелковая дивизия), где служил на должностях помощника командира и командира батальона, начальника полковой школы. В апреле 1936 года назначен преподавателем тактики в Омской объединённой пехотной школе.
В сентябре 1937 года направлен на учёбу в Военную академию имени М. В. Фрунзе, после окончания которой в декабре 1938 года майор В. Я. Владимиров направлен в Генштаб РККА назначен на должность помощника начальника отделения 4-го отдела, а в марте 1939 года — на должность начальника 1-го отделения 13-го отдела.
В августе 1939 года переведён на должность начальника штаба 41-й стрелковой дивизии (Киевский военный округ), а в марте 1940 года — на должность начальника штаба 96-й горнострелковой дивизии.

### Великая Отечественная война
С началом войны дивизия в составе 17-го стрелкового корпуса начала передислокацию к советско-венгерской границе с целью занять оборону на рубеже Сторонец Пути, Волчинец (юго-западнее Черновцы), который в ходе приграничного сражения не смогла удержать и затем отступала за Днестр (южнее Жмеринки) и далее на Умань и Николаев. В середине августа дивизия попала в окружение в районе ст. Грейгово (Николаевская область), из которого вышла и обеспечила тем самым выход других окруженных соединений 9-й и 18-й армий.
16 августа подполковник В. Я. Владимиров назначен на должность командира 164-й стрелковой дивизии (Южный фронт), а 21 октября 1941 года — на должность командира 99-й стрелковой дивизии, которая вскоре участвовала в боевых действиях в ходе Донбасской оборонительной, Ростовской и Барвенково-Лозовской наступательных операций, а с 12 марта действовала в районе Барвенковского выступа. 21 мая во время Харьковского сражения 99-я стрелковая дивизия под командованием В. Я. Владимирова попала в окружение, из которого вышла 25 мая, отойдя к реке Северский Донец в районе Савинской переправы, после чего с 6 июня по 15 августа находилась в резерве Ставки Верховного Главнокомандования. В середине августа дивизия была передислоцирована в район населённого пункта Ерзовка севернее Сталинграда, после чего вела боевые действия севернее и в самом Сталинграде, а во время операции «Кольцо» в январе — феврале 1943 года — в районе Сталинградского тракторного завода. Приказом НКО от 18 апреля 1943 года за отвагу, мужество и бесстрашие личного состава в боях 99-я стрелковая дивизия была преобразована в 88-ю гвардейскую.
В мае 1943 года генерал-майор В. Я. Владимиров назначен на должность начальника штаба 8-й гвардейской армии, которая принимала участие в ходе Изюм-Барвенковской, Донбасской, Никопольско-Криворожской, Березнеговато-Снигирёвской и Одесской наступательных операций.
С марта 1944 года лечился в московском госпитале по болезни. После выздоровления в мае назначен на должность старшего преподавателя Высшей военной академии имени К. Е. Ворошилова, а в сентябре того же года переведён на должность заместителя командующего войсками Уральского военного округа по вузам.

### Послевоенная карьера
После окончания войны находился на прежней должности.
С мая 1947 года находился в распоряжении Главного управления кадров ВС СССР и в августе назначен на должность начальника кафедры общей тактики и оперативного искусства Военной академии тыла и снабжения имени В. М. Молотова.
В августе 1950 года переведён в Артиллерийскую академию имени Ф. Э. Дзержинского, где назначен на должность заместителя начальника кафедры истории военного искусства, в июне 1951 года — на должность начальника кафедры общей тактики родов войск и оперативного искусства, а в январе 1953 года — на ту же должность в филиале этой же академии.
Генерал-майор Владимир Яковлевич Владимиров в апреле 1953 года вышел в запас. Умер 20 июня 1966 года в Москве. Похоронен на Ваганьковском кладбище.

## Награды
- Орден Ленина (20.06.1949);
- Два ордена Красного Знамени (27.03.1942, 03.11.1944);
- Орден Кутузова 2 степени (26.10.1943);
- Орден Богдана Хмельницкого 2 степени (19.03.1942);
- Орден Александра Невского (14.02.1943);
- Орден Красной Звезды (05.11.1941);
- Медали.